# Pseudoplesiops wassi
Pseudoplesiops wassi är en fiskart som beskrevs av Gill och Edwards 2003. Pseudoplesiops wassi ingår i släktet Pseudoplesiops och familjen Pseudochromidae. Inga underarter finns listade i Catalogue of Life.